# Star Trek 5 : L'Ultime Frontière
Pour les articles homonymes, voir Star Trek (homonymie).
Série Star Trek
Star Trek 4 : Retour sur Terre
(1986) Star Trek 6 : Terre inconnue
(1991)
Pour plus de détails, voir Fiche technique et Distribution.
Star Trek 5 : L'Ultime Frontière (Star Trek V: The Final Frontier) est un film américain réalisé par William Shatner et sorti en 1989.

## Synopsis
En 2287 (année stellaire 8454.1), l'équipage de l’Enterprise A profite de congés à terre après la croisière d'essais du vaisseau. Kirk, Spock et McCoy campent au Parc national de Yosemite. Sur Nimbus III, une planète désertique choisie comme lieu neutre pour faire avancer le dialogue entre la Fédération, l'empire Klingon et l'empire Romulien, la ville de Paradise city, où sont présents des consuls (un humain, un Klingon et une Romulienne), est prise d'assaut par des fanatiques suivant leur leader Vulcain et les diplomates pris en otage. Le congé de l'équipage de l'Enterprise est alors interrompu, et ils reçoivent l'ordre du Starfleet Command de secourir Nimbus III même si le vaisseau est encore en révision. Apprenant également la prise d'otage, l'ambitieux capitaine Klingon Klaa décide de faire route vers Nimbus III afin de poursuivre Kirk pour sa gloire personnelle.
Arrivés à Paradise city, alors que Chekov se fait passer pour le capitaine de l'Enterprise, l'équipage à terre est capturé et découvre que Sybok, le leader vulcain renégat est le demi-frère de Spock. Il révèle que la prise d'otages était une ruse pour attirer un vaisseau spatial, qu'il prévoit d'utiliser pour se rendre sur la planète mythique Sha Ka Ree. Sybok pense qu'il se trouve derrière la Grande Barrière, un puissant champ d'énergie au centre de la galaxie, et que Dieu s'y trouve. Ils embarquent difficilement à bord de l'Enterprise prenant la fuite alors que le vaisseau Klingon attaque. Pour prendre le contrôle du navire, Sybok utilise sa capacité à révéler et à guérir la douleur la plus profonde d'une personne à travers la fusion mentale, gagnant ainsi la loyauté de la plupart des membres de l'équipage et agissant en véritable messie. La douleur de McCoy est qu'il avait aidé à répondre à la demande de mort de son père en phase terminale pour découvrir plus tard qu'un remède aurait pu sauver la vie de son père, ce qui lui a causé des années de culpabilité. La douleur de Spock est de savoir que son père l'a rejeté à la naissance parce qu'il était "trop humain", bien qu'il ne soit pas ému par l'expérience puisqu'il avait depuis fait la paix avec son père. Kirk refuse de laisser Sybok supprimer sa douleur, affirmant qu'il est nécessaire de le rendre humain. Sybok déclare à contrecœur une trêve avec Kirk, réalisant qu'il a besoin de son expérience pour naviguer sur le navire vers Sha Ka Ree.
L'Enterprise franchit avec succès la Grande Barrière, ignorant qu'ils sont suivis par le navire de guerre du capitaine Klaa, un Oiseau de proie. Ils découvrent une planète solitaire et stérile, et Sybok, Kirk, Spock et McCoy emmènent une navette à la surface. Il semble inhabité, mais après l'appel de Sybok, un champ lumineux apparaît qui se transforme rapidement en de nombreuses formes représentant diverses religions avant de s'installer dans l'image d'un visage humain barbu, auquel Sybok explique qu'ils sont venus pour "votre sagesse". L'entité demande comment ils ont franchi la barrière, et après avoir été informée de l'Enterprise, elle déclare qu'elle utilisera le vaisseau pour transporter sa sagesse dans tous les coins de l'univers. Un Kirk sceptique demande: "Pourquoi Dieu a-t-il besoin d'un vaisseau spatial?", Et lorsque l'entité demande qui il est, Kirk exprime le doute que l'être suprême réel ne le sache pas déjà. Irritée, l'entité l'attaque, puis Spock également, et ils découvrent qu'il s'agit d'un être puissant et malveillant qui avait été piégé à Sha Ka Ree dans un passé lointain, avec la Grande Barrière mise en place pour l'empêcher de s'échapper.
Réalisant sa naïveté antérieure, Sybok présente ses excuses et tente de distraire l'entité avec une fusion mentale, permettant aux autres de s'échapper. Kirk ordonne à l'Enterprise de tirer un barrage de torpilles à photon, mais alors que Sybok est tué, l'entité n'est qu'affaiblie. Spock et McCoy se téléportent vers le vaisseau juste avant que le vaisseau Klingon n'attaque et n'endommage de manière inattendue l'Enterprise, bloquant Kirk sur la planète avec l'entité affaiblie et enragée. Juste au moment où il est sur le point de porter le coup final, l'oiseau de proie Klingon change de cible et détruit l'entité avec une volée de tirs perturbateurs. Kirk est téléporté à bord du vaisseau Klingon où Spock l'attend. Comme l'explique Spock, il a convaincu le général klingon Korrd (l'un des otages de Sybok qui était devenu un fidèle partisan) d'ordonner au capitaine Klaa de se retirer et de s'excuser pour ses actions, ce que Klaa fait à contrecœur. Après leur retour sur Terre, Kirk, Spock et McCoy reprennent leur camping au Yosemite.

## Fiche technique
- Titre original : Star Trek V: The Final Frontier
- Titre français : Star Trek 5 : L'Ultime Frontière
- Réalisation : William Shatner
- Scénario : David Loughery, d'après une histoire de William Shatner, Harve Bennett et David Loughery
- Musique : Jerry Goldsmith
- Décors : Herman F. Zimmerman
- Costumes : Nilo Rodis-Jamero
- Photographie : Andrew Laszlo
- Montage : Peter E. Berger
- Production : Harve Bennett et Gene Roddenberry
- Sociétés de production : Paramount Pictures
- Société de distribution : Paramount Pictures
- Pays d'origine :  États-Unis
- Langues originales : anglais, klingon
- Genre : science-fiction
- Budget : 27 800 000 USD
- Durée : 102 minutes
- Dates de sortie[1] :
  - États-Unis : 9 juin 1989
  - France : 1er février 1998 (vidéo)

## Distribution
- William Shatner (VF : Sady Rebbot) : le capitaine James Tiberius Kirk
- Leonard Nimoy (VF : Robert Party) : le capitaine Spock
- DeForest Kelley (VF : François Marié) : le docteur Leonard McCoy
- James Doohan (VF : Georges Aubert) : le commandant Montgomery Scott
- Walter Koenig (VF : Vincent Violette) : le commandant Pavel Chekov
- George Takei (VF : Tola Koukoui) : le commandant Hikaru Sulu
- Nichelle Nichols (VF : Laure Moutoussamy) : le commandant Nyota Uhura
- Laurence Luckinbill (en) (VF : Jean-Pierre Delage) : Sybok
- David Warner (VF : Jacques Thébault) : St. John Talbot (le diplomate terrien)
- Charles Cooper (en) (VF : Yves Brainville) : le général Korrd (le diplomate klingon)
- Cynthia Gouw (en) (VF : Danièle Hazan) : Caithlin Dar (la diplomate romulienne)
- Rex Holman (en) (VF : Michel Ruhl) : J'onn
- George Murdock (VF : Henri Virlogeux) : "Dieu"
- Todd Bryant (nl) : le capitaine Klaa
- Spice Williams-Crosby (en) : Vixis

## Production

### Genèse et développement
À l'époque de la série originale, les avocats de William Shatner et Leonard Nimoy obtiennent ce que William Shatner appelle une « clause de la nation la plus favorisée » qui signifie que tout ce que Shatner obtient sera identique à ce qu'aura Nimoy. Ainsi, alors que Leonard Nimoy a réalisé les deux précédents films, Star Trek 3 : À la recherche de Spock et Star Trek 4 : Retour sur Terre, William Shatner parvient à obtenir le poste de réalisateur du nouveau film en projet.
Avant même d'être officiellement réalisateur, William Shatner imagine une histoire inspirée du télévangélisme, qu'il juge repoussant mais malgré tout absolument fascinant. Il est également intrigué par ces personnes qui pensent que Dieu leur parle directement. Cela lui inspire alors le personnage de Zar (rebaptisé plus tard Sybok). La première ébauche de William Shatner s'intitule An Act of Love et contient déjà des éléments du script final : la permission au parc national de Yosemite, les otages et la planète ravagée Paradise. William Shatner en parle à Frank Mancuso, président de l'époque de Paramount Pictures durant le tournage de Star Trek 4 : Retour sur Terre. Ce dernier est séduit par l'idée et le charge d'écrire une ébauche de scénario. Shatner souhaite alors la collaboration de l'écrivain Eric Van Lustbader mais ce dernier demande un salaire trop élevé,. Il tente alors de convaincre Harve Bennett de l'aider, mais le producteur-scénariste est déçu des précédents films et songe à quitter la saga,. Harve Bennett accepte finalement et explique à William Shatner que son histoire est plus un poème symphonique qu'un film d'aventure. Le studio est également du même avis et pense que le sujet peut être offensant pour certains spectateurs,.
Harve Bennett et William Shatner retravaillent donc ensemble l'histoire. Ils décident de faire les révélations sur les véritables motivations de Sybok plus tard dans le récit. Ils modifient également l'entité « Dieu » pour en faire un extra-terrestre qui prétend être Dieu. Satisfaits de leurs réajustements et après validation par la Paramount, Shatner et Bennett contactent le réalisateur-scénariste de Star Trek 2 : La Colère de Khan Nicholas Meyer pour mettre en forme leur histoire et écrire le scénario. Mais il n'est pas disponible,. Harve Bennett montre ensuite le travail de David Loughery à Shatner, qui pense qu'il pourrait écrire le script.
L'histoire ne fait cependant pas l'unanimité. Gene Roddenberry s'oppose à l'idée même que les personnages recherchent Dieu. Alors que plusieurs avis divergent, David Loughery est bloqué dans son travail par une grève de la Writers Guild of America. De plus, Leonard Nimoy s'est lancé sur un autre projet. Pendant cette pause, William Shatner retravaille des éléments de l'histoire : il fait du personnage de Sybok quelqu'un de plus sympathique. Lorsque la grève des scénaristes prend fin, David Loughery se remet au travail, alors que William Shatner est parti dans l'Himalaya. À son retour, William Shatner découvre les révisions de David Loughery : il a transformé la recherche de Dieu en une recherche d'une planète paradis mythique appelée Sha Ka Ree (un jeu de mots pour Sean Connery, que certains souhaitaient pour incarner Sybok). William Shatner n'est pas très content des modifications et tente de convaincre Bennett et Loughery de les changer. Alors que Sha Ka Ree est conservée, elle est changée en un lieu de « toute connaissance » dont Sybok a eu des visions. Le script est ensuite réécrit pour correspondre aux attentes de Leonard Nimoy et DeForest Kelley.
Après que le scénario soit approuvé par Leonard Nimoy, DeForest Kelley et Gene Roddenberry, la Paramount pense que le film coûtera trop cher et ordonne des réécritures. Ainsi, alors que des anges et démons devaient surgir à la fin du film sur Sha Ka Ree, ce sont finalement de simples pierres qui surgissent du sol. William Shatner souhaitait n'en conserver que 6 mais le studio refuse,.

### Attribution des rôles
Alors que l'équipe souhaite Sean Connery, Max von Sydow est pressenti pour le rôle de Sybok[réf. à confirmer]. Laurence Luckinbill l'incarne finalement dans le film.
George Takei ne voulait pas reprendre son rôle de Hikaru Sulu car il s'était querellé avec William Shatner. Mais il s'est finalement laissé convaincre[réf. à confirmer].
Kim Cattrall a auditionné pour incarner la Klingon Vixis[réf. à confirmer]. Elle incarnera finalement le lieutenant Valeris dans le film suivant, Star Trek 6 : Terre inconnue.

### Tournage

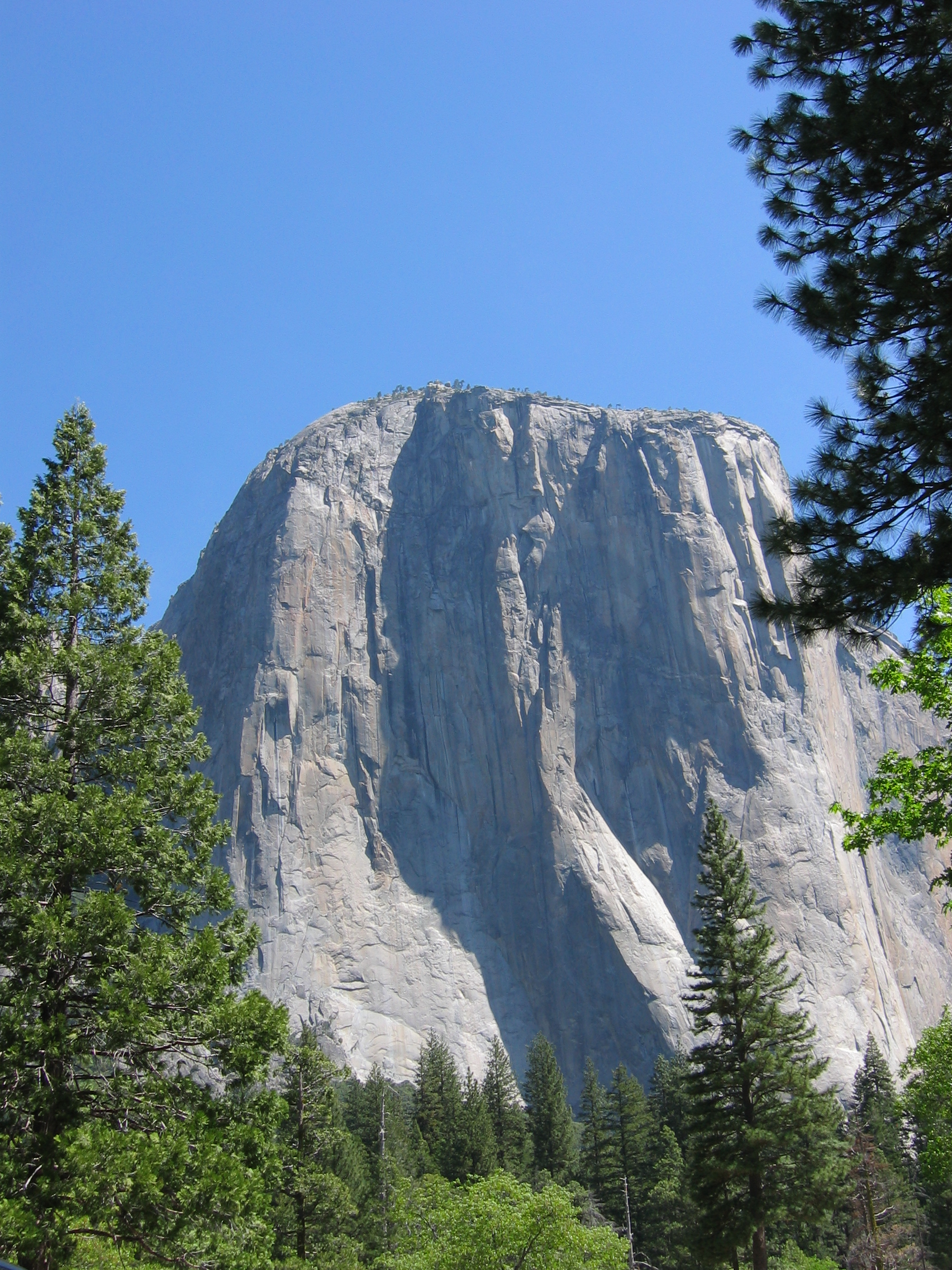
La formation rocheuse El Capitan, dans le parc national de Yosemite.

Le tournage débute le 11 octobre 1988 autour de Los Angeles. Le début du tournage est perturbé par une grève du syndicat hollywoodien des chauffeurs de poids-lourd. La production engage alors des chauffeurs non-syndiqués mais ils subissent le sabotage des syndiqués : un camion est même détruit. L'équipe se rend alors au parc national de Yosemite sous escorte policière. Les scènes d'introduction sont toutes tournées au Yosemite. Pour la plupart des scènes d'escalade de Kirk, William Shatner est doublé par des cascadeurs.
Après le tournage à Yosemite, l'équipe se rend dans le désert des Mojaves pour tourner les scènes sur la planète Nimbus III et sa ville Paradise City. Le tournage y est très dur en raison d'une température d'environ 43 °C. William Shatner craque et insulte un technicien durant une scène. Après quelques autres incidents, le tournage se poursuit dans le désert pendant 3 semaines.
Le tournage se poursuit ensuite aux Paramount Studios à Los Angeles, pour les intérieurs de plusieurs séquences (l’Enterprise, Paradise City, le feu de camps, etc.). Toute l'équipe fête la fin du tournage dans les studios durant la dernière semaine de décembre 1988 et donne une conférence de presse sur le plateau du pont de l’Enterprise le 28 décembre 1988.

### Musique
Albums de Jerry Goldsmith
Warlock
(1989) Total Recall
(1990)
Bandes originales de Star Trek
Star Trek 4 : Retour sur Terre
(1986) Star Trek 6 : Terre inconnue
(1991)
Jerry Goldsmith compose à nouveau la musique d'un film Star Trek, après Star Trek, le film. Il reviendra quelques années plus tard pour la bande originale de Star Trek : Premier Contact. Outre les compositions de Jerry Goldsmith, on peut entendre The Moon’s a Window to Heaven du groupe Hiroshima ainsi que la chanson enfantine Row, Row, Row Your Boat chantée par Kirk et McCoy.
En 2010, le label La-La Land Records commercialise un double album limité à 5 000 exemplaires. Cette version contient la bande originale complète sur le 1er disque et l'album original de 1989 (agrémenté de quelques bonus) sur le disque 2.

## Accueil

### Critique
Ce film est considéré aux États-Unis comme un échec de l'industrie hollywoodienne et reçut le Razzie Award du pire film lors de la 10e cérémonie des Razzie Awards. William Shatner reçut en plus celui du pire acteur et du pire réalisateur. Quant à DeForest Kelley (McCoy), il fut nommé pour le pire second rôle masculin. Lisabeth Shatner écrira un livre sur Captain's Log: William Shatner's Personal Account of the Making of Star Trek V: The Final Frontier racontant les déconvenues de son père lors de la réalisation du film. L'échec du film aux États-Unis fit que le film sorti en France directement en VHS.

### Box-office
Ce 5e est le plus mal accueilli par la critique mais également par le public : il se classe avant-dernier au classement box-office de la saga Star Trek juste devant Star Trek : Nemesis.
| Pays / Région | Box-office         | Nombre de semaines | Classement TLT | Source        |
| États-Unis    | 52 210 049 dollars |                    | -              | JP box-office |
| Mondial       | 60 010 049 dollars |                    | -              | JP box-office |